# 馴鹿湖
馴鹿湖（Reindeer Lake）是位於加拿大境內的湖泊，位於薩克其萬省東北與曼尼托巴省的西北邊界上，大部分位於薩克其萬省境內。馴鹿湖這個名稱是從阿尔冈昆语所翻譯過來的。